# Phare de Killingholme South
Le phare de Killingholme South est l'un des trois phares situé à South Killingholme sur la rive sud de l'estuaire de Humber, dans le comté du Lincolnshire en Angleterre.
Ce phare est géré par l'autorité portuaire de Grimsby et Immingham.
Il est maintenant protégé en tant que monument classé du Royaume-Uni de Grade II depuis 1985.

## Histoire
Trois phares ont été construits dans l'estuaire de Humber pendant le 19e siècle. Ils ont été utilisés ensemble pour guider des bateaux sur le Humber.
Killingholme South Low a été construit en 1836. C'est une tour ronde en brique de 14 m de haut, avec une lanterne à rambarde. L'édifice est peint en blanc. La lumière a un plan focal à 10 m au-dessus de la mer et émet un flash rouge à chaque seconde.
Il est localisé près de Killingholme High et à environ 400 m au sud-est de Route de Station sur la rive sud du Humber à Killingholme. Le site est ouvert, la tour est fermée.
Identifiant : ARLHS : ENG-176 - Amirauté : A2440 - NGA : 1912 .

## les deux autres phares
- Killingholme High
- Killingholme North Low (Inactif)

|                   |
| Killingholme High |

|                        |
| Killingholme North Low |

### Lien connexe
- Liste des phares en Angleterre